# Ma Linh
Ma Linh (tiếng Chăm: Melhi) là tên một địa danh lịch sử của Việt Nam gồm các huyện Vĩnh Linh, Gio Linh, Cam Lộ thuộc tỉnh Quảng Trị ngày nay

## Lịch sử
Ma Linh trước là một châu của Chiêm Thành, năm 1069 sau trận chiến với Đại Việt, vua Chăm là Chế Củ bị bắt đem về Thăng Long. Để được tha về nước, vua Chế Củ đã dâng 3 châu phía bắc Chăm Pa cho Đại Việt và Châu Ma Linh là một trong số 3 châu đó. Sau khi sáp nhập Ma Linh vào lãnh thổ Đại Việt, đến năm 1074 nhà Lý đã đổi tên Ma Linh thành châu Minh Linh